# Simon Deli
Simon Désiré Sylvanus Deli (* 27. října 1991, Abidžan, Pobřeží slonoviny) je fotbalový obránce a reprezentant Pobřeží slonoviny, který hraje za řecký klub Asteras Tripolis. Od ledna 2015 do července 2019 působil v klubu SK Slavia Praha. Poté přestoupil do belgického celku Club Brugge KV, odkud v únoru 2021 odešel na půlroční hostování zpátky do Slavie. Hraje na postu stopera (středního obránce). Mimo Pobřeží slonoviny působil na klubové úrovni v Česku, Belgii, Turecku a Řecku.

## Klubová kariéra
Svou fotbalovou kariéru začal v klubu Africa Sports d'Abidjan z Abidžanu. V lednu 2010 se propracoval do prvního týmu.

### AC Sparta Praha
V roce 2010 byl na testech ve Spartě Praha, ale tehdy z přestupu sešlo. Realizoval se až v létě 2012, kdy hráč podepsal tříletou smlouvu. Tým se stal hráčovým prvním zahraničním angažmá. Během celého svého angažmá nastupoval pouze za rezervu. V A-týmu se objevil pouze v sezoně 2012/13 čtyřikrát na lavičce náhradníků.

### SK Dynamo České Budějovice (hostování)
V podzimní části sezony 2013/14 hostoval v druholigovém týmu SK Dynamo České Budějovice. V zimní přestávce se vrátil do ACS a připravoval se s týmem. Pro jarní část sezony se opět vrátil do budějovického Dynama, kde pokračoval v hostování do léta. Klubu pomohl na jaře 2014 k návratu do nejvyšší soutěže a ve 24 ligových zápasech vsítil jeden gól (proti FK Fotbal Třinec na 1:2).

### 1. FK Příbram (hostování)
V září 2014 odešel opět hostovat, tentokrát do 1. FK Příbram. V klubu působil do konce podzimní části ročníku 2014/15. Celkem za tým odehrál 7 ligových střetnutích, ve kterých se střelecky neprosadil.

### SK Slavia Praha
V lednu 2015 přestoupil ze Sparty do Slavie Praha, kde podepsal kontrakt do června 2018.

#### Sezóna 2014/15
V 1. české lize za Slavii debutoval pod trenérem Miroslavem Beránkem v ligovém utkání 17. kola 21. února 2015 proti FC Slovan Liberec (výhra Slavie 3:1), odehrál celý zápas. Zpočátku nastupoval za klub v záložní řadě a později byl přesunut do obrany. Se Slavií bojoval v jarní části ročníku 2014/15 o záchranu. Celkem za tým během půl roku nastoupil ke 13 zápasům, ve kterých se gólově neprosadil.

#### Sezóna 2015/16
První gól za tým a zároveň v české nejvyšší soutěži vsítil 16. srpna 2015 v utkání 4. kola proti FC Vysočina Jihlava (výhra Slavie 4:0), když ve 30. minutě po rohovém kopu hlavičkou zvyšoval na průběžných 2:0. Za Slavii odehrál v ročníku 28 střetnutí, ve kterých vstřelil jednu branku. V posledních dvou kolech nenastoupil kvůli zranění, měl vykloubené rameno.

#### Sezóna 2016/17
V sezóně 2016/17 získal se Slavií titul mistra nejvyšší české soutěže. Po sezoně s klubem prodloužil smlouvu až do 30. června 2020.

### Club Brugge
V srpnu 2019 podepsal kontrakt s belgickým klubem Club Brugge KV , do kterého přestoupil na základě výstupní klauze za 64 miliónů korun.

#### Hostování v SK Slavia Praha
Jeho pozice v Club Brugge KV ale postupně slábla. Když v prosinci 2020 přestal za klub nastupovat, využil nabídku z SK Slavia Praha a k hostování se upsal do konce sezóny 2020/2021.
V dubnu 2021 u něj byla krátce po návratu z kvalifikačních zápasů na Africký pohár národů potvrzena nemoc covid-19, kvůli které nemohl odletět na čtvrtfinálové utkání Evropské ligy proti Arsenalu. Kvůli trestu a nemoci Ondřeje Kúdely a nezapsání Tarase Kačaraby na soupisku pro tuto soutěž byl jediným tradičním stoperem připraveným na zápas David Zima. Nakonec se do obrany posunul Tomáš Holeš, který v závěru utkání zařídil svým gólem remízu 1:1.

### Klubové statistiky
Aktuální k 30. květnu 2018
| Sezona  | Klub                  | Soutěž         | Zápasy | Góly |
| ------- | --------------------- | -------------- | ------ | ---- |
| 2012/13 | AC Sparta Praha       | Gambrinus liga | 0      | 0    |
| 2013/14 | SK Dynamo ČB (host.)  | 2. liga        | 24     | 1    |
| 2014/15 | 1. FK Příbram (host.) | Synot liga     | 7      | 0    |
| 2014/15 | SK Slavia Praha       | Synot liga     | 13     | 0    |
| 2015/16 | SK Slavia Praha       | Synot liga     | 28     | 1    |
| 2016/17 | SK Slavia Praha       | HET liga       | 25     | 1    |
| 2017/18 | SK Slavia Praha       | HET liga       | 10     | 1    |
| 2018/19 | SK Slavia Praha       | Fortuna liga   | 21     | 0    |

## Reprezentační kariéra
V březnu 2015 jej francouzský trenér Hervé Renard poprvé nominoval do A-mužstva Pobřeží slonoviny.
Debutoval 26. března v přátelském zápase proti Angole (výhra 2:0). O tři dny později 29. března nastoupil ke druhému „přáteláku“ proti Rovníkové Guineji, v němž se zrodila remíza 1:1.

### Reprezentační zápasy
Zápasy Simona Deliho v A-mužstvu Pobřeží slonoviny
| Rok                 | Zápasy | Góly |
| ------------------- | ------ | ---- |
| 2015                | 4      | 0    |
| 2016                | 0      | 0    |
| 2017                | 3      | 0    |
| Celkem              | 7      | 0    |
| Platí k 29. 1. 2017 |        |      |